# Народна Республіка Занзібар і Пемба
Народна Республіка Занзібар і Пемба — держава на території колишнього Султанату Занзібар, що існувала з 12 січня до 26 квітня 1964.

## Проголошення Народної Республіки
10 грудня 1963 року Занзібар отримав незалежність від Великої Британії, ставши конституційною монархією на чолі з султаном яким став Сеїд-Джамшид-ібн-Абдулла. Але вже 12 січня 1964 року під проводом Джона Окелло відбулася Занзібарська революція, що повалила султана і демократично обраний уряд. Була утворена Народна Республіка Занзібар і Пемба, яку очолив шейх Абейд Каруме.
12 січня 1964, близько 3:00 години ранку, 600–800 погано озброєних революціонерів, в основному африканців, за підтримки декількох недавно скорочених поліціянтів, атакували поліційні відділки Унгуджа (острів Занзібар), обидва склади зброї та радіостанцію. Революціонери практично не мали бойової підготовки, але попри те, що проти них виступили регулярні поліційні війська, незабаром здобули перемогу. Озброївшись сотнями автоматичних гвинтівок, пістолет-кулеметів і кулеметами Bren, повстанці захопили контроль над стратегічними будівлями в столиці Протягом 6 годин після початку військових дій повстанці захопили будівлю міського телеграфу і ключові урядові будівлі, і тільки злітно-посадкова смуга була захоплена о 14:18 Султан разом з прем'єр міністром і членами кабінету втекли з острова на урядовій яхті, а палац був захоплений революційним урядом.
Повалений султан зробив невдалі спроби отримати військову підтримку Кенії і Танганьїки, хоча Танганьїка відправила 100 співробітників воєнізованої поліції в Занзібар для стримування заворушень. Крім загону Стрільців Танганьїки, поліція була єдиною збройною силою в Танганьїці, і 20 січня її відсутність призвело до заколоту в полку Стрільців.
Згідно з офіційною історією Занзібару, революція була спланована і очолена головою АШП Амані Абейдом Каруме. Проте, Каруме в цей час був на африканському материку, разом з лідером забороненої партії Умма. На материк, з метою забезпечення безпеки, його відправив секретар відділення партії в Пембе, екс-поліцейський угандійського походження Джон Окелло Окелло прибув на Занзібар з Кенії в 1959 році. Саме він очолив революціонерів — головним чином безробітних членів Афро-Шіразійської молодіжної ліги. За деякими версіями саме Окелло спланував революцію.
Партіями АШП і Умма, як тимчасовий уряд, була створена революційна рада, на чолі з Каруме, призначеного президентом. Країна була перейменована в Народну Республіку Занзібар і Пемба; першим актом нового уряду було перманентне вигнання султана, а також оголошення поза законом партій НПЗ і НПЗП. Прагнучи дистанціювати себе від мінливого Окелло, Каруме, без зайвого шуму, відсторонив його від політичної арени, а також дозволив зберегти самонаданий титул фельдмаршала Проте, революціонери Окелло незабаром почали репресії проти азіатів і арабів, що населяли Унгунджу (острів Занзібар), супроводжувані побиттями, зґвалтуваннями, вбивствами і знищенням приватної власності Окелло виступив на радіо з промовою, спонукає вбивати чи заарештовувати десятки тисяч його «ворогів і маріонеток». В ході революції було вбито від п'яти до дванадцяти тисяч занзібарців арабського походження, кілька тисяч індійців, також тисячі були поміщені під варту або вигнані з острова, а їх власність конфіскована і націоналізована. Фактична оцінка загиблих в репресіях сильно варіюється, від «сотень» до 20.000. Деякі західні газети вказали цифри від 2.000 до 4.000; найбільші оцінки, можливо роздуті, були дані самим Окелло через радіо, і деякими арабськими масмедіа Вбивство арабських ув'язнених і їх поховання в братських могилах були задокументовані італійською знімальною бригадою з вертольота, і показані у фільмі Прощавай, Африка; цей фільм є єдиним документальним підтвердженням вбивств. Багато арабів рятувалися втечею в Оман, в той же час, за указом Окелло, європейцям не було заподіяно ніякої шкоди.
Післяреволюційні хвилювання не торкнулися Пемби.

## Об'єднання з Танганьїкою
Заворушення закінчилися 3 лютого, і Каруме, як президент, отримав широку підтримку населення. На вулицях знову з'явилися поліцейські, розграбовані магазини відкрилися, а неліцензована зброя стала вилучатися у цивільного населення Революційний уряд проголосив, що п'ятсот політичних в'язнів будуть представлені суду. Окелло сформував воєнізоване угруповання «Війська свободи» (НД) зі своїх прихильників, яка патрулювала вулиці і пограбували арабську власність. Поведінка прихильників Окелло, його агресивна риторика, угандійський акцент і християнське віросповідання відштовхувало більшу частину помірно налаштованого населення Занзібару, , і до березня багато членів його НД були роззброєні прихильниками Каруме і дружиною партії Умма. 11 березня Окелло був офіційно позбавлений звання фельдмаршала, і отримав відмову на в'їзд в країну при спробі повернутися на Занзібар з материка. Він був депортований в Танганьїку і потім в Кенію, до повернення у свою рідну Уганду
Революційний уряд націоналізував два іноземних банку, що діяли на Занзібарі, Standard Bank і National and Grindlays Bank. На їх основі був створений Peoples Bank of Zanzibar. Єдиний банк із місцевим капіталом, Jetha Lila, закрився, так як їм володіли індійці.
Можлива поява комуністичної країни в Африці було причиною занепокоєння на заході. У лютому британський комітет із захисту і зовнішній політиці заявив, що британські комерційні інтереси в Занзібарі «тимчасові», революція сама по собі «не важлива», а військове втручання має бути підтримано. Комитет був стурбований тим, що Занзібар може стати центром просування комунізму в Африці, так само як Куба в Америці. Велика Британія, більшість країн британської співдружності і США відмовлялися визнавати новий уряд до 23 лютого, в той час як більшість комуністичних країн вже зробили це.. На думку Британського верховного комісара в Занзібарі Тіматі Кроствейта, це сприяло орієнтуванню Занзібару на СРСР; Кроствейт і його співробітники були вислані з країни 20 лютого, з дозволом повернутися тільки після того, як визнання країни буде погоджено.
У квітні уряд сформував народну визвольну армію (НВА) і завершив роззброєння загонів НД Окелло. 26 квітня Каруме повідомив про об'єднання з Танганьїкою і утворення нової країни — Танзанії. Злиття було сприйнято сучасними ЗМІ як засіб запобігання підривної комуністичної діяльності в Занзібарі; за іншою версією, метою об'єднання було обмеження впливу комуністичного крила партії Умма. Проте, багато з соціальних програм партії Умма, що стосуються поліції, освіти та соціального забезпечення були прийняті урядом
26 квітня 1964 Танганьїка і Занзібар об'єдналися, утворивши Об'єднану Республіку Танганьїки і Занзібару. 29 жовтня того ж року назва була скорочена, і країна стала називатися Танзанія. Ахмад Абейд Каруме залишився президентом Занзібару і став віце-президентом Танзанії. У його веденні залишалися внутрішні справи архіпелагу, в той час як зовнішня політика перейшла у ведення Танзанії.